# Guds nåd är ny idag
Guds nåd är ny idag är en sång från 1923 med text och musik av Karl Wilhelm Sandberg.

## Publicerad i
- Frälsningsarméns sångbok 1929 som nr 258 under rubriken "Jubel, erfarenhet och vittnesbörd".
- Musik till Frälsningsarméns sångbok 1930 som nr 258.
- Frälsningsarméns sångbok 1968 som nr 289 under rubriken "Jubel och tacksägelse".
- Frälsningsarméns sångbok 1990 som nr 489 under rubriken "Lovsång, tillbedjan, tacksägelse".